# 30035 Charlesliu
30035 Charlesliu è un asteroide della fascia principale. Scoperto nel 2000, presenta un'orbita caratterizzata da un semiasse maggiore pari a 2,5920519 UA e da un'eccentricità di 0,1446566, inclinata di 4,53546° rispetto all'eclittica.